# Año gaussiano
Un año gaussiano es una unidad de tiempo definida como 365,2568983 días. Fue adoptada por Carl Friedrich Gauss como la duración del año sidéreo durante sus estudios de la dinámica del Sistema Solar.

## Características
Este valor fue derivado a partir de la tercera ley de Kepler
{\displaystyle {\mbox{1 año gaussiano}}={\frac {2\pi }{k}}\,}
donde
k es la constante gravitacional gaussiana.
k = 0,01720209895 A3/2 S−1/2 D−1.
- longitud A: unidad astronómica (radio medio de la órbita de la Tierra alrededor del Sol).
- tiempo D: día solar medio.
- masa S: la masa del sol.

En 1939 la Unión Astronómica Internacional (UAI) adoptó el valor de la constante gravitacional gaussiana como una constante definida en astronomía, pero posteriormente esa constante fue eliminada mediante la resolución de la UAI del 31 de agosto de 2012. El valor de la unidad astronómica se deriva de ella, y hoy se sabe que no corresponde a la órbita real de la Tierra. En 1976 la UAI adoptó las efemérides modernas, en las cuales el semieje mayor de la órbita de la Tierra es unos 17 km más pequeño que una unidad astronómica, y el año sidéreo es 46 segundos más corto que el valor propuesto por Gauss.
Gauss no tenía conocimiento del incremento secular del día solar medio y de las diferencias relativistas en el tiempo de los relojes. El año gaussiano es entendido en tiempos modernos como un Tiempo Dinámico Baricéntrico (TDB).